# Битва під Таутоном
Битва під Таутоном (англ. Battle of Towton) (29 березня 1461) — найкривавіша битва англійської війни Червоної та Білої троянд, що відбулась поблизу біля села Таутон в Йоркширі. Це призвело до зміни монарха в Англії, Едвард IV витіснив Генріха VI, заснував династію Йорків на англійському престолі та вигнав династію Ланкастерів та її основних прихильників з країни.
Діючий король Англії Генріх VI постав на англійський трон після смерті батька 31 серпня 1422 року, у віці восьми місяців. Його мати, Катерина Валуа, була донькою французького короля Карла VI, тому не мала довіри англійського дворянства, що спонукало останніх взяти контроль над монархом. Через слабке психічне здоров'я короля Франція перехопила ініціативу у Столітній війні, і за умовами Турського перемир'я 1444 року його дружиною стала французька дворянка Маргарита Анжуйська, яка швидко прибрала владу до своїх рук здійснила спробу посадити на трон свого сина та усунути Генріха. В країні розгорілись повстання, а Річард Йоркський, регент короля, заявив власні права на трон перед Парламентом. Згодом герцог Йоркський загинув у битві проти армії короля, але його прихильники вважали, що ланкастерці порушили визначений парламентським актом порядок правонаступництва королівської влади та підтримали сина герцога Едуарда. Битва при Таутоні повинна була підтвердити право переможця на владу над Англією.
Ймовірні втрати з обох сторін сягали 28000 чоловік (можливо, й більше). Близько 1 % населення Англії того часу загинуло у цій битві. Вважають, що за Ланкастерів билось 42000 чоловік, за Йорків — 36000, включаючи 28 лордів (приблизно половина перів Англії того часу). Битва тривала весь день, і Йоркам вдалось здобути перевагу лише після того, як ближче до вечора підійшли війська герцога Норфолка й ударили Ланкастерам у лівий фланг. Ті зламали ряди, і битва завершилась переслідуванням утікачів. З боку Ланкастерів загинули Джон, лорд Кліффорд, Генрі Персі, 3-й граф Нортумберленд, сер Ендрю Троллоп (деякі історики вважають, що саме він був стратегом ланкастерців) з сином, сер Річард, брат Нортумберленда й інші. При цьому 42 лицарі були вбиті вже після того, як їх узяли у полон. Отримав поранення Річард Невілл, граф Ворік, який бився за Йорків. В результаті цієї перемоги Едуард, герцог Йоркський, зміг переслідувати королеву Маргариту й Генріха VI майже до шотландського кордону, а потім повернутись до Лондона й покласти на себе корону.

## Сили сторін

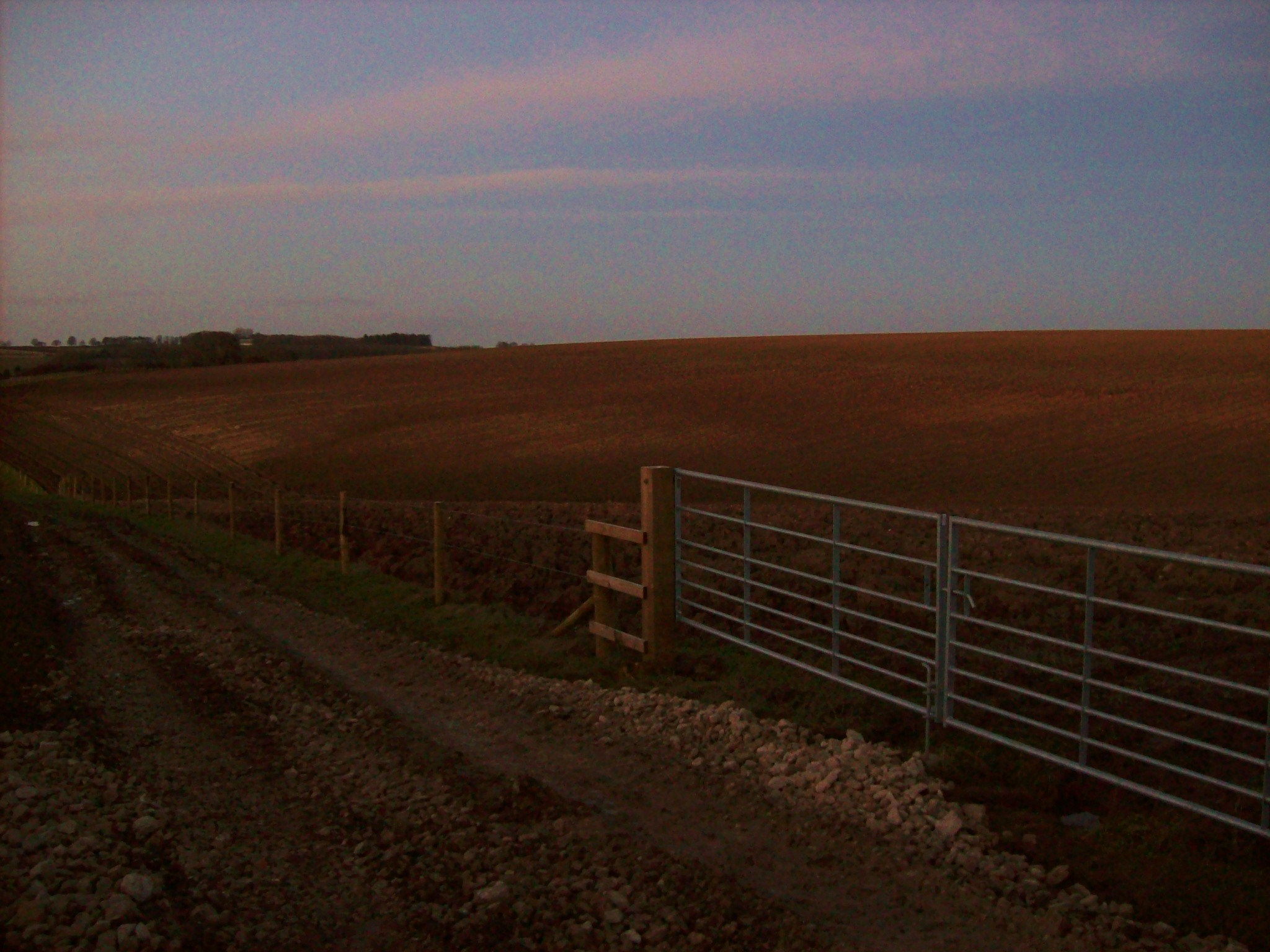
Сучасний вигляд полів, де зустрілись армії Йорків та Ланкастерів

Джерела кінця XV століття стверджують, що кожна сторона виставила на поле бою 200-тисячну армію, але після сучасних підрахунків прийнято вважати, що в районі бою в той день в сумі знаходилось близько 100 тисяч солдатів, з кількатисячною чисельною перевагою Йорків.
Через погіршення фізичного та психічного здоров'я, король Генріх IV залишився з дружиною у замку в Йорку, тому командування його армією здійснювала група лордів на чолі з Генріхом Бофортом, герцогом Сомерсету.

## Значення
Англія перейшла під контроль Йорків, у країні залишались тільки окремі осередки опору прибічників Ланкастерів.